# USS Louisiana (SSBN-743)
Pour les autres navires du même nom, voir USS Louisiana.
L’USS Louisiana (SSBN-743) est un sous-marin nucléaire lanceur d’engins de la classe Ohio de l’United States Navy. Il est en service depuis 1997. Il s’agit du quatrième navire de l’US Navy à être nommé USS Louisiana et le troisième à l’être en l’honneur de l’État de Louisiane.

## Construction et commissionnement
Le contrat de construction du Louisiana fut ordonné le 19 décembre 1990 et sa quille fut posée le 23 octobre 1992 au chantier naval Electric Boat de Groton, dans le Connecticut. Le sous-marin fut lancé le 27 juillet 1996, avec pour marraine Patricia O'Keefe et finalement commissionné le 6 septembre 1997 à la base navale de Kings Bay, en Géorgie.

## Carrière
Le premier port d'attache du sous-marin était la base navale de Kings Bay.
Dans les années 1990, avec la fin de la guerre froide de 1991 et les réorganisations consécutives à ces évènements, le nombre de sous-marins nucléaires lanceurs d'engins dut être réduit. Pour ce faire, quatre unités de la classe Ohio, les plus anciennes, furent reconverties en sous-marin nucléaire lanceur de missiles de croisière — les USS Ohio, USS Michigan, USS Florida et USS Georgia. Ces conversions conduisirent à un déséquilibre du nombre de SNLE entre la flotte Pacifique et la flotte Atlantique. Afin de compenser ce déséquilibre, le Louisiana est l'un des sous-marins dont le port d'attache est devenu la base navale de Kitsap, dans l'état de Washington. Il y est arrivé le 12 octobre 2005.
Mis en indisponibilités périodiques pour entretien et réparation le 11 septembre 2019; Il a fallu 818 jours en cale sèche pour ravitailler en carburant le réacteur nucléaire, le mettre à jour au niveau logiciel, changer l'arbre de transmission, et l'adapter pour un équipage féminisé. Il en ressort le 7 décembre 2021.

## Récompenses
En 2009, les deux équipages ont reçu la Meritorious Unit Commendation. Ils avaient auparavant remporté le Omaha Trophy en 2006.